# Regina T. Riphahn
Regina Therese Riphahn (* 12. August 1965) ist eine deutsche Wirtschaftswissenschaftlerin und Hochschullehrerin an der Friedrich-Alexander-Universität Erlangen-Nürnberg.

## Werdegang
Riphahn studierte von 1984 bis 1987 Wirtschaftswissenschaften an der Universität zu Köln und University of Sussex (UK) und von 1987 bis 1988 Volkswirtschaftslehre an der Rheinischen Friedrich-Wilhelms-Universität Bonn. Anschließend absolvierte sie bis 1990 einen Master of Business Administration an der University of Tennessee in Knoxville (USA). Von 1991 bis 1995 arbeitete sie als Forschungsmitarbeiterin am Carolina Population Center, USA. Im Jahr 1995 erlangte sie einen PhD in Economics an der University of North Carolina at Chapel Hill (USA). Anschließend arbeitete sie von 1995 bis 2000 als Wissenschaftliche Assistentin an der Ludwig-Maximilians-Universität München und habilitierte sich dort 1999 für Volkswirtschaftslehre und Ökonometrie. Im Jahr 2000 wurde sie als Professorin für Volkswirtschaftslehre, insbesondere Wirtschaftspolitik an die Johannes-Gutenberg-Universität Mainz berufen.
Von 2001 bis 2005 war sie Professorin für Volkswirtschaftslehre, insbesondere angewandte Ökonometrie (Extraordinariat) an der Universität Basel in der Schweiz. Seit 2005 ist sie Professorin für Statistik und empirische Wirtschaftsforschung an der Friedrich-Alexander-Universität Erlangen-Nürnberg und Sprecherin des Bavarian Graduate Program in Economics (BGPE). Seit 2007 ist sie Mitglied des wissenschaftlichen Beirats des Bundeswirtschaftsministeriums und war von 2019 bis 2023 dessen stellvertretende Vorsitzende.
Von 2007 bis 2012 war sie Universitätsdozentin an der Freien Universität Amsterdam in den Niederlanden. Sie war Mitglied des Wissenschaftsrates (2008–2014) und Vorsitzende seiner wissenschaftlichen Kommission. Von 2014 bis 2020 war sie Vorsitzende des Rates für Sozial und Wirtschaftsdaten (RatSWD). Seit 2017 ist sie Vizepräsidentin der Nationalen Akademie der Wissenschaften Leopoldina. Sie ist von 2023 bis 2024 Vorsitzende des Vereins für Socialpolitik.

## Forschung
Riphahn forscht zu Themen der Bildungsökonomie, der Sozialpolitik und der Arbeitsmarktökonomie. Sie untersucht den Effekt sozialpolitischer Reformen auf Arbeitnehmer, Rentner und Immigranten. So hat sie beispielsweise festgestellt, dass Fehlzeiten von Arbeitnehmern nach Ablauf der Probezeit ansteigen und Mitarbeiter in befristeten Verträgen mehr Überstunden leisten als Mitarbeiter in unbefristeter Anstellung. Sie untersucht, wie sich Rentenreformen auf das Renteneintrittsalter auswirken.
In mehreren Projekten beschäftigt sie sich mit dem Einfluss von Eltern- und Kindergeld auf Eltern, Kinder und die mütterliche Berufstätigkeit. So untersuchte sie zum Beispiel den Effekt des 2006 eingeführten Elterngelds und konnte zeigen, dass die Reform dazu führte, dass mehr Mütter nach einem Jahr in den Beruf zurückkehren als zuvor.
Riphahn untersucht auch intergenerationale Transmission, z. B. bei der Arbeitslosigkeit von Vätern und Söhnen oder dem Bildungsweg von Immigranten und deren Kindern.

## Auszeichnungen
- Seit 2018  Mitglied der Academia Europaea[1]
- Seit 2018 Mitglied der Bayerischen Akademie der Wissenschaften[6]
- Seit 2007 Mitglied der Nationalen Akademie der Wissenschaften Leopoldina[7]
- 2006 Felix-Büchel-Preis des Deutschen Instituts für Wirtschaftsforschung (DIW)[8]

## Publikationen
- Buch C. M., Patzwaldt K., Riphahn R. T., Vogel E.: Verstehen – Entwickeln – Testen – Verbessern: Rahmenbedingungen für evidenzbasierte Politik In: Wirtschaftsdienst 99 (2019), S. 106–112. ISSN 0043-6275 doi:10.1007/s10273-019-2403-2
- Riphahn R. T., Saif S.: Naturalization and the labor market performance of immigrants in Germany In: LABOUR: Review of Labour Economics and Industrial Relations 33 (2019), S. 48–76. ISSN 1121-7081
- Riphahn R. T., Schrader R.: Institutional Reforms of 2006 and the Dramatic Rise in Old-Age Employment in Germany In: Industrial & Labor Relations Review (2019). ISSN 0019-7939. doi:10.1177/0019793919863378
- Riphahn R. T., Cygan-Rehm K., Kühnle D.: Paid parental leave and families' living arrangements In: Labour Economics 53 (2018), S. 182–197. ISSN 0927-5371
- Riphahn R. T., Wiynck F.: Fertility Effects of Child Benefits  In: Journal of Population Economics 30 (2017), S. 1135–1184. ISSN 0933-1433
- Riphahn R. T., Schnitzlein D. D.: Wage mobility in East and West Germany In: Labour Economics 39 (2016), S. 11–34. ISSN 0927-5371. doi:10.1016/j.labeco.2016.01.003
- Riphahn R. T., Woessmann L.: Mehr Transparenz in der Bildungspolitik In: Wirtschaftsdienst 97 (2016), S. 474–478. ISSN 0043-6275. doi:10.1007/s10273-016-2001-5
- Riphahn R. T., Wunder C.: State dependence in welfare receipt: transitions before and after a reform In: Empirical Economics 50 (2016), S. 1303–1329. ISSN 0377-7332. doi:10.1007/s00181-015-0977-0